# Traundorf (Gemeinde Globasnitz)
Traundorf (Slowenisch: Strpna vas) ist ein zweisprachiges Dorf in der Gemeinde Globasnitz  im Bezirk Völkermarkt in Kärnten. 
Traundorf ist mit über 300 Bewohnern das größte Dorf der Gemeinde. Es liegt nordöstlich von Globasnitz und nördlich der Bleiburger Straße. Durch Traundorf fließt der Globasnitzbach. 
Der größte Bevölkerungszuwachs entstand durch die Expansion der Firma Mahle GmbH im benachbarten St. Michael ob Bleiburg.

## Persönlichkeiten
- Dieter Ramusch (* 1969), Fußballspieler